# الكسندر بورتر (دراج)
الكسندر بورتر (بالإنجليزية: Alexander Porter) هو دراج أسترالي، ولد في 13 مايو 1996 في أديلايد في أستراليا.

## وصلات خارجية
- الكسندر بورتر على موقع الاتحاد الدولي للدراجات (الإنجليزية)
- الكسندر بورتر على موقع أرشيف الدراجات (الإنجليزية)
- الكسندر بورتر على موقع إحصائيات الدراجات الإحترافية (الإنجليزية)
- الكسندر بورتر على موقع نسبة الدراجات (الإنجليزية)
- الكسندر بورتر على موقع CycleBase (الإنجليزية)
- الكسندر بورتر على موقع أوليمبيديا (الإنجليزية)